# Teatro Bellas Artes (San Sebastián)
El Teatro Bellas Artes es un teatro histórico ubicado en las calles Urbieta y Prim de la ciudad de San Sebastián, Guipúzcoa. Se encuentra ubicado en el distrito de Amara.
Fue construido en 1914, diseñado por el arquitecto Ramón Cortázar. A lo largo de los años, ha sido sala de cine, sede del Orfeón Donostiarra y escenario de los ensayos de la Orquesta Sinfónica de Euskadi. En el año 2013 se inició un plan para la demolición del teatro y se formó también una plataforma contra dicho plan.
El elemento arquitectónico más destacado del edificio es su bóveda .

## Descripción
El edificio se ubica en la esquina de las calles Prim y Urbieta, adaptado a la traza urbana que forman estas calles. Es de gran importancia en la forma de la ciudad, por su ubicación y composición que hacen que su volumen particularmente significativo se convierta en la puerta del llamado ensanche Cortázar.
El proyecto es obra del arquitecto donostiarra Ramón Cortázar Urruzola. Este arquitecto nació en San Sebastián en 1867 y es el fundador de la arquitectura vasca contemporánea. Diseñó y construyó una gran cantidad de edificios en Guipúzcoa. En los edificios, utilizó las principales tendencias expresivas de cada periodo de su trayectoria profesional, que transcurrió entre 1891 y 1945.
Sin embargo, la contribución de Ramón Cortázar a la arquitectura no fue solo estilística; no solo utilizó magistralmente estilos como el eclecticismo, modernismo, nuevo estilo vasco, art déco o racionalismo, sino que aportó a la construcción el uso de las tecnologías más avanzadas de la época y fue pionero en el uso de hormigón armado en el País Vasco.
El Palacio Bellas Artes es un excelente ejemplo del trabajo arquitectónico de este arquitecto, tanto por su estética como en sus aspectos constructivos.
Para llevar a cabo este encargo, se inspiró en modelos parisinos, los más famosos de la época, pero con una lectura innovadora. Así, hizo el diseño a imagen del estilo Segundo Imperio de Francia o Beaux-Arts, pero no haciendo una interpretación mimética sino de su esencia. El deseo de encontrar un lenguaje para una nueva arquitectura es un factor decisivo para tener en cuenta la contribución de este edificio, transición hacia la modernidad que provendrá de los nuevos sistemas de construcción.
El edificio representa un volumen para la calle Urbieta, en el que se separan dos secciones: una adyacente a la finca vecina; y la otra, provista de una cúpula, ocupa el lugar donde se encuentran las calles.
Hacia la calle Urbieta, en la planta baja, hay seis espacios, de los cuales los tres principales constituyen la entrada principal del edificio. En estos tres huecos, hay tres ojos de buey, decorados con guirnaldas. Más arriba, siguiendo los ejes centrales de los tres primeros huecos, hay grandes ventanas entre pilastras; y en los flancos hay dos ventanas entre pilastras sobre cada eje, cuya parte superior es un arco de medio punto. Los lados derecho e izquierdo no son iguales: el eje derecho tiene muestra un paño de doble tamaño que el de la izquierda. En el lado superior, en cambio, hay cinco vanos, de los cuales los tres del centro, entre pilares, siguen los ejes marcados por las puertas de entrada principales de la planta baja, y comunican con un balcón corrido con balaustrada y suelo de hormigón que hay en la fachada. En cuanto a la zona de la cúpula, en la fachada de la calle Urbieta, hay un hueco más en la planta baja, y en el primer piso hay un gran ventanal con una hermosa carpa con arcadas. Sobre ella hay una carátula y un balcón abierto con balaustrada. Sobre este eje, hay una gran ventana con un arco semicircular y sobre ella la cúpula.
La fachada que da a la confluencia de las dos calles cuenta con estos elementos: dos accesos en la planta baja; en el primer piso hay un gran ventanal, con un largo arco carpanel, balcón abierto con balaustrada y un carátula sobre el arco; en el segundo piso, otra ventana grande, cuyo dintel está equipado con un arco semicircular metido en la base de la cúpula.
La fachada de la calle Prim sigue las mismas líneas de composición y decoración que la de la calle Urbieta. También se divide en dos secciones, es decir, la sección con el edificio adyacente y la cúpula que se cierne en el cruce de las dos calles.
Aunque utiliza materiales contemporáneos, la composición decorativa del edificio es notable. La fachada está decorada con decoraciones de pilastras, guirnaldas, ojos de buey, etc., así como el color de todo el edificio, alternando a franjas el blanco y el rojizo.
Aunque es una presencia urbana prominente y un icono de la ciudad, es un edificio construido a escala del área residencial que lo rodea y queda integrado armoniosamente con él.
Finalmente, el elemento más distintivo es la cúpula que cubre el ángulo. Ahora no tiene la formación original pero, sin embargo, mantiene la monumentalidad rotunda del edificio. Además, tiene un repertorio moderado de ornamentación: uso de pilastras gruesas y de gran orden, carteles, dentículos, impostas amplias y cromaticismo fino, utilizando mampostería sillar y revoque de color.
Además, como argumento para recuperar el edificio, es digna de mencionar la carpintería original de los tres grandes ventanales con grandes arcos circulares. Son de hierro y cierran el hueco que comunica los pisos segundo y tercero. En los acristalamientos se inserta una sección de la barandilla metálica que también se encuentra a nivel del forjado del tercer piso. En la parte superior de la vidriera, siguiendo la forma de abanico de la disposición de los cristales, se encuentra una greca metálica, y en el centro, la guirnalda con el logotipo "PBA" del edificio.
El edificio fue el resultado de la clara voluntad del autor para lograr la forma arquitectónica que se adapta a la función, adaptando el lenguaje externo al interiorismo moderno y evitando excesos decorativos superfluos. Lo logró con maestría, creando un volumen único de decoración pulida e insertándolo en el área residencial.
Desde el punto de vista de la construcción, utilizó la tecnología punta de la época, el hormigón armado, para que se adaptara de manera más eficiente al uso del edificio como sala de cine. Esta respuesta permitió una visión clara desde todos los puntos del edificio, superando las carencias de otros sistemas de construcción. No solo eso, sino que también era una protección efectiva contra el fuego, por lo que resultaba más seguro para el público. Esta es una de las estructuras históricas más magníficas que quedan en pie del Movimiento Moderno, dada su modernidad, así como uno de los edificios más atrevidos del momento, ya que hizo posible una sala de ensayos amplia y luminosa justo sobre el patio de butacas.
Sin embargo, también innovó en cuanto a urbanismo y convirtió el Palacio de "Bellas Artes" en un icono monumental, no solo del ensanche de Amara sino de San Sebastián. Esto fue consecuencia de la adecuada composición ideada para una posición angular. Enfatizó la esquina con el extremo de la cúpula y ajustó correctamente la ubicación del vestíbulo. De esta manera, también incluyó la funcionalidad, ya que el resto del espacio quedó para uso cinematográfico, y luego se agregó la caja escénica, optimizando el uso de la instalación.
La reforma de 1943 no disminuye el valor del edificio, ya que es una excelente pieza de racionalismo expresionista, uno de los pocos que quedan en la arquitectura vasca, donde destacan la curvatura majestuosa de las tribunas y los flancos.

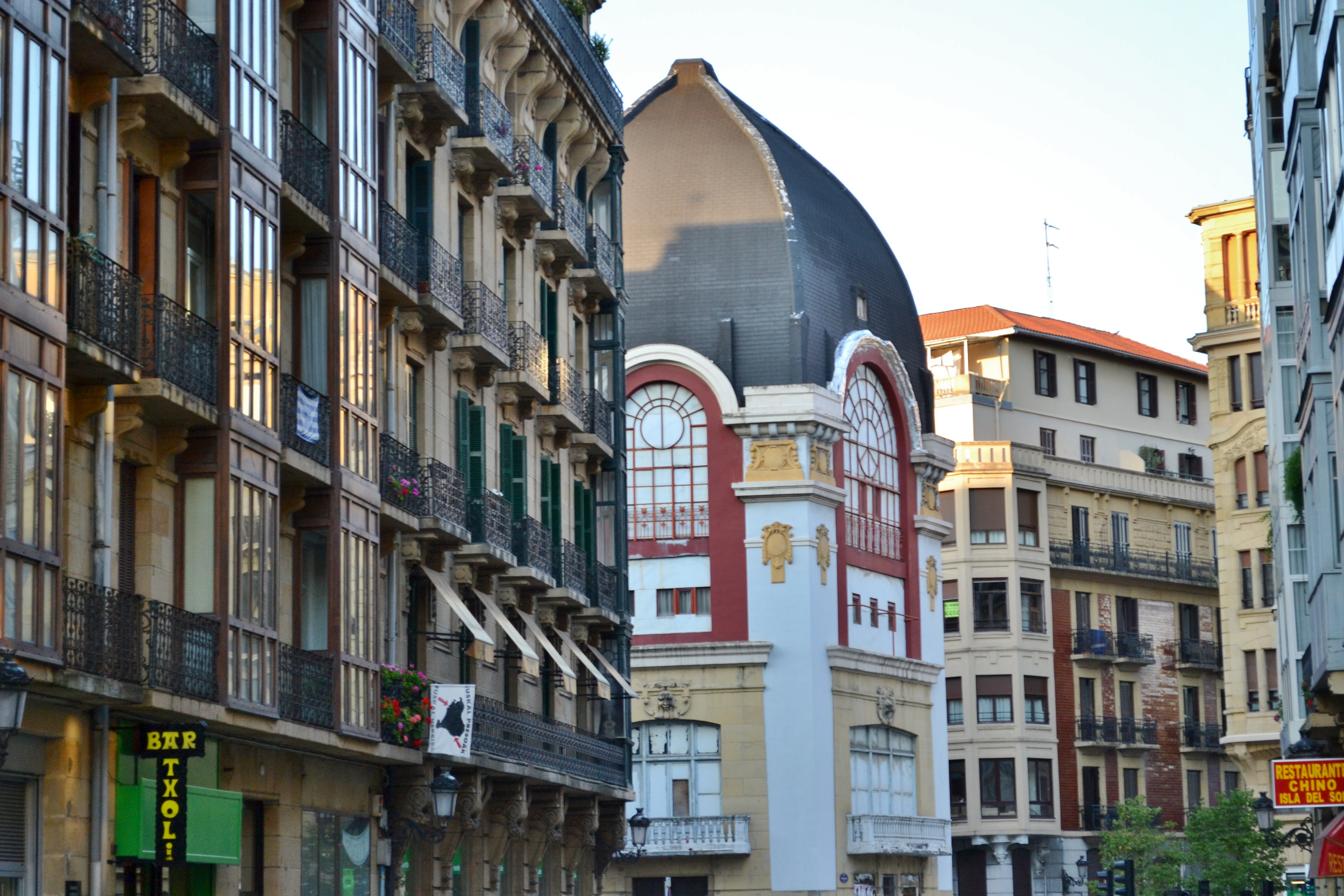
Imagen del Teatro Bellas Artes